# Культура Великобритании
Культура Соединённого Королевства богата и разнообразна. Она в значительной мере влияет на культуру в мировом масштабе. В рамках государства также делится на уникальные культуры королевств, входящих в него: культуру Англии, культуру Уэльса, культуру Шотландии, культуру Ирландии.
Великобритания обладает сильными культурными связями со своими бывшими колониями, особенно с теми государствами, где английский язык является государственным. Так, некоторые английские музыкальные исполнители заметно повлияли на развитие музыки в мире (Beatles). Значительный вклад в британскую культуру за последние полвека внесли иммигранты из Индийского субконтинента и стран Карибского бассейна.
В процессе формирования Соединённого Королевства в его состав вошли культуры бывших независимых государств, поэтому можно также рассматривать их в отдельности.

## История
Археология:
см. Список археологических культур Великобритании (см. Археологическая культура, История Англии)

## Язык
В Великобритании английский язык является главным средством коммуникации и де-факто официальным языком, так как 95 % населения говорит лишь на английском.

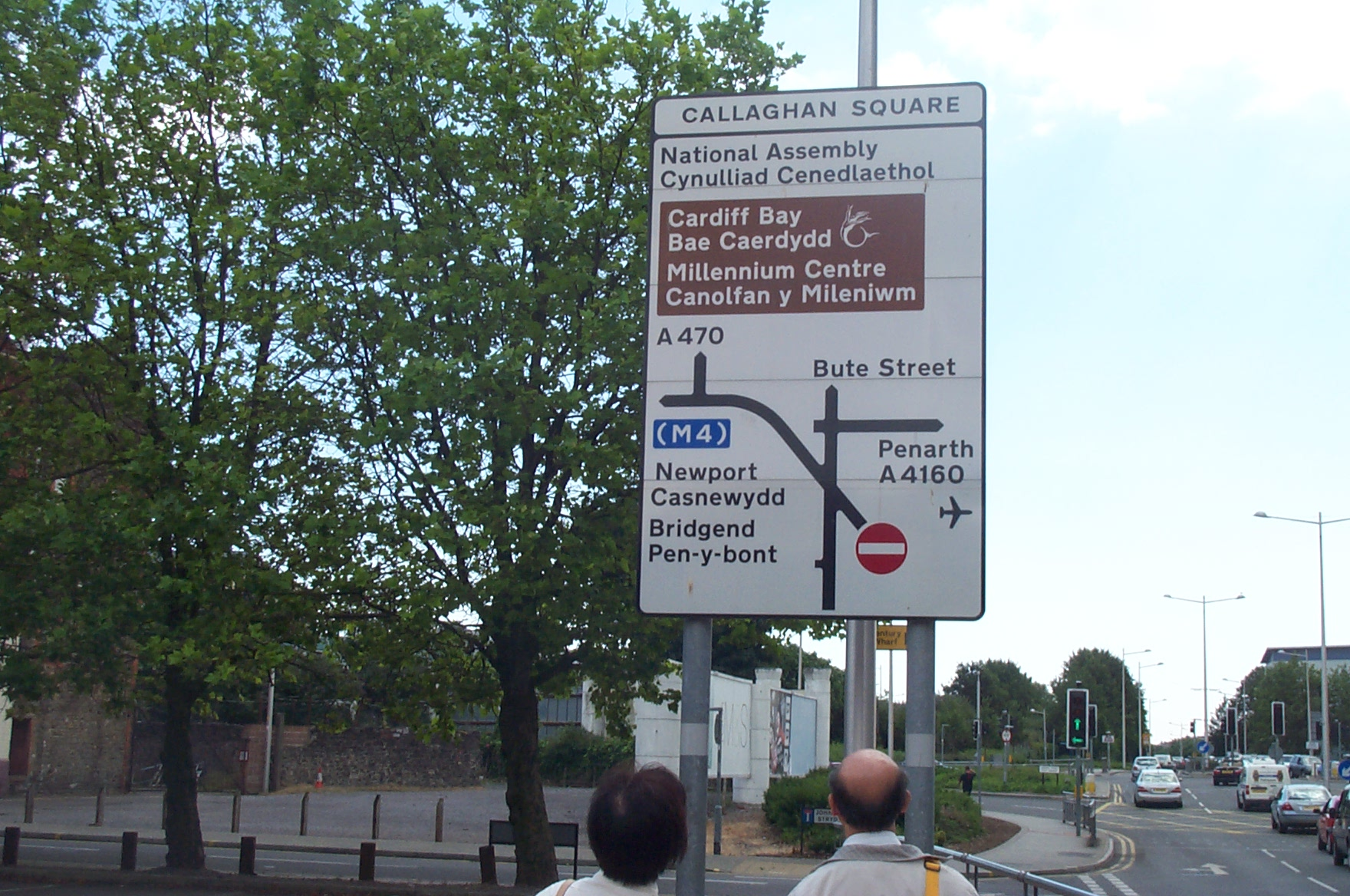
Двуязычие в Великобритании

Однако, некоторые национальности и регионы Великобритании продвигают их родные языки (валлийский, шотландский (гэльский и англо-шотландский), корнский и ирландский) через СМИ, образование и официальную документацию. Власти Великобритании всячески поощряют развитие, популяризацию и сохранение национальных языков меньшинств.
В связи с простотой изучения и чрезвычайной распространенностью, английский язык признан языком международного общения. В школах большинства стран мира именно английский является обязательным для изучения иностранным языком.

## Фольклор
Фольклор разнообразен. Имеет огромное значение в жизни многих европейских стран.

### Английская народная музыка
В английской народной музыке, как и в русской народной, акцент делается на вокал, который как правило мужской и многоголосный. Музыкальные инструменты — скрипка, аккордеон, вистл, барабан, в Нортумберленде — волынка. Очень развиты народные танцы-задорные и весёлые хорнпайп и джига, танец плодородия моррис.
Среди песен есть кэролы — рождественские песни, аналоги колядок, шанти — матросские песни, баллады, детские песенки (Детский стишок), известные в России по переводам Самуила Маршака и Корнея Чуковского. Самой известной английской народной песней является «Зелёные рукава» (Greensleeves), известная с XVI века.

## Архитектура
Архитектура Великобритании представляет собой эклектичное многообразие архитектурных стилей, включая те, что были распространены во времена, предшествующие существованию Соединённого Королевства.
Англия стала самым влиятельным центром архитектуры острова, однако значительную роль в международной истории архитектуры играют уникальные стили Ирландии, Шотландии, Уэльса.
Британская архитектурная история начинается с первой англосаксонской христианской церкви, построенной вскоре после прибытия Августина Кентерберийского в Великобританию в 597 г.
Со времени норманнского завоевания (XI век) в Англию проник северофранцузский стиль, который, соединившись с местным, образовал англо-норманнскую ветвь романского стиля, отличающуюся массивностью и линейной, очень рельефной орнаментацией.
Между 1180 и 1520 гг. это направление вытесняется готическим стилем (первоначально импортированная из Франции, но быстро развившая свои уникальные качества), первоначально в сооружениях переходного или полунорманнского стиля (подкововидная форма арок, капелла Trinity в Кентербери). 
За ним следует раннеготический стиль XIII века (прижатые стрельчатые или ланцетовидные арки, Салисберийский собор).
Стиль Тюдоров (или Тюдор-Ренессанс, английское Возрождение) зародился в годы правления первых королей из династии Тюдоров: Генриха VII (1485—1509), Генриха VIII (1509—1547) — и продолжался Елизаветинскую эпоху (царствование королевы Елизаветы I, 1558—1603).
К этому же периоду часто прибавляют время начала царствования Стюартов при шотландском и английском короле Якове I (1603—1625) — период раннего английского барокко, в этом случае употребляют название «Тюдоро-Якобинский стиль».
Стиль Тюдоров получил новое развитие в XIX веке в период историзма в формах стиля неотюдор, или «Возрождения Тюдоров»
Образцы барочной архитектуры, завезённые с континента в годы правления голландского принца Вильгельма I Оранского (пусть и весьма сдержанные) — вкусам англичан не отвечали и их использование быстро прекратилось.
Фахверковые постройки в сельской Англии XVI-XIX вв. В более северных Уэльсе, Шотландии и Северной Ирландии в Средние века и Раннее Новое время, в отличие от Англии, преобладали каменные дома.
С XVII века, со сменой королевской династии — трон Англии заняли Стюарты, преобладающим в строительной отрасли становится классицизм. Новую традицию основал архитектор Иниго Джонс (1573—1652).

Проект Иниго Джонса нового дворца Уайтхолл (около 1638 года, на замену старого дворца Уайтхолл, 1530—1698) — попытка Британии в неофициальном соревновании европейских монархов по созданию грандиозных резиденций.
За четыре дня Великого лондонского пожара в сентябре 1666 г. сгорело две трети города — 13 200 домов, 87 церквей (в том числе кафедральный собор Св. Павла), много общественных зданий и высвобожденное пожаром место стало полем экспериментов для другого английского архитектора — Кристофера Рена. 
Дальнейшим развитием идей классицизма стало привнесённое палладианство. Немного погодя документальное копирование сооружений Палладио в Британии прекратилось, архитекторы отошли от схем Палладио и начали развивать только его идеи, принимать его формы и по-своему их использовать.
Вновь в 1768 году палладианство в Англии поддержала Королевская Академия искусств, однако, там оно потеряло экспериментальный дух и быстро переродились в застывшие и однообразные рецепты — палладианство и английский классицизм быстро стали омертвевшей схемой.
Далее, архитектура периода промышленного переворота, она изменила характер многих британских городов (см. Георгианская архитектура ).
В XIX веке — неоготика — начало восстановления английской готики началось в Британии в конце XVIII в. из-за поисков национального архитектурного стиля и из-за разочарования английских деятелей в идеалах французской революции 1789—1793 гг. (также: Викторианская архитектура).

## Литература

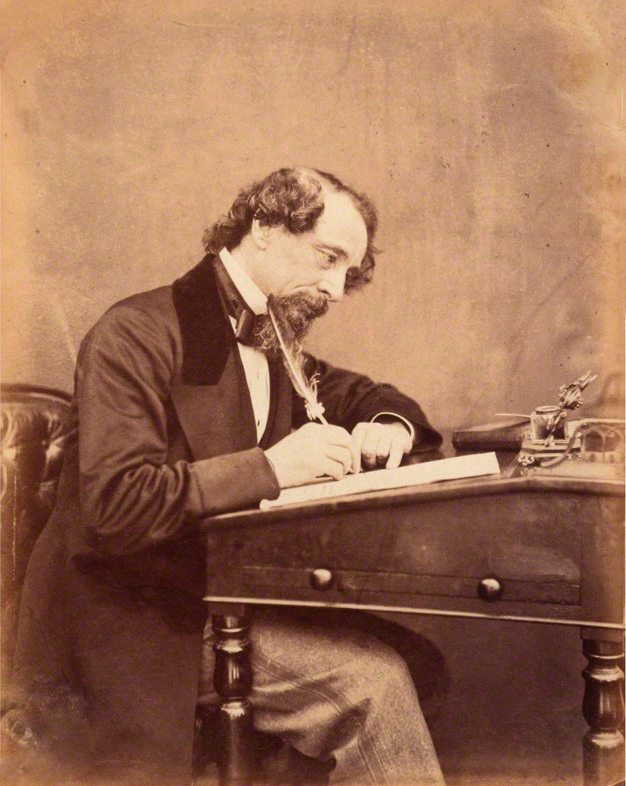
Чарльз Диккенс

## Театр
Список театров:
1. Англия:

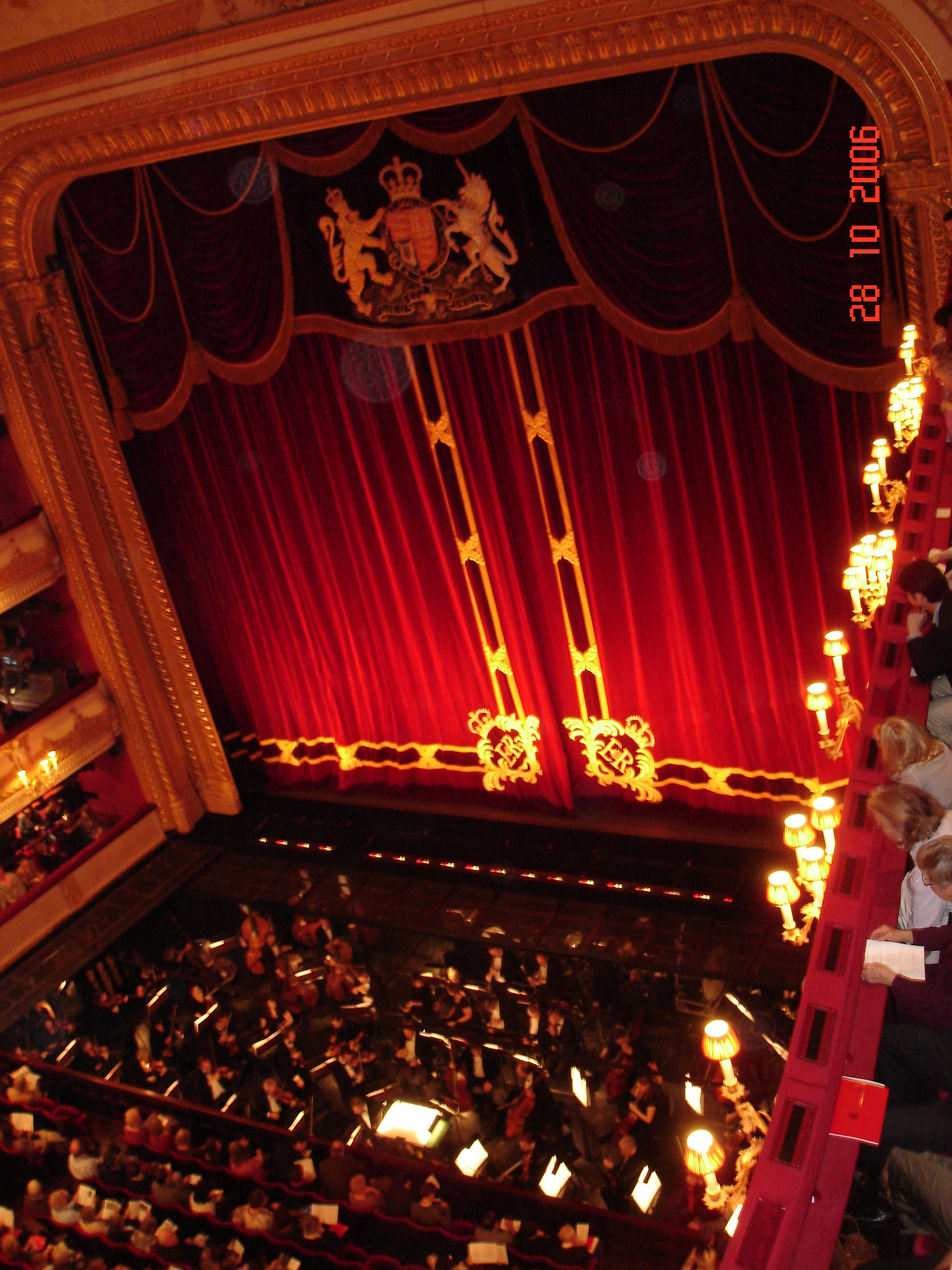
Королевский оперный театр Лондона

- Шекспировский театр Лондона «Глобус» (Shakespeare’s Globe Theatre)
- Королевский оперный театр Лондона (Royal Opera House)
- Театр Её Величества (His Majesty's Theatre)
- Лондонский Колизеум (London Coliseum)
- Ройал Альберт Холл (Royal Albert Hall)
- Барбикан (Barbican Centre[англ.])
- Уигмор Холл (Wigmore Hall[англ.])

2. Шотландия:
- Королевский театр (King's Theatre, Glasgow[англ.])
- Театр-фестиваль Эдинбурга (Edinburgh Festival Theatre)
- Эдинбургский театр (Edinburgh Playhouse)
- Королевский лицейский театр (Royal Lyceum Theatre)

3. Уэльс:
- Новый театр Кардиффа (New Theatre, Cardiff[англ.])
- Валлийская национальная опера (Welsh National Opera Theatre)

4. Северная Ирландия:
- Великий оперный театр (Grand Opera House, Belfast[англ.])
- Ирландский литературный театр (Irish Literature Theatre)
- Театр лирики (Liric Theatre)
- Королевский театр (Royal Theatre)

## Живопись

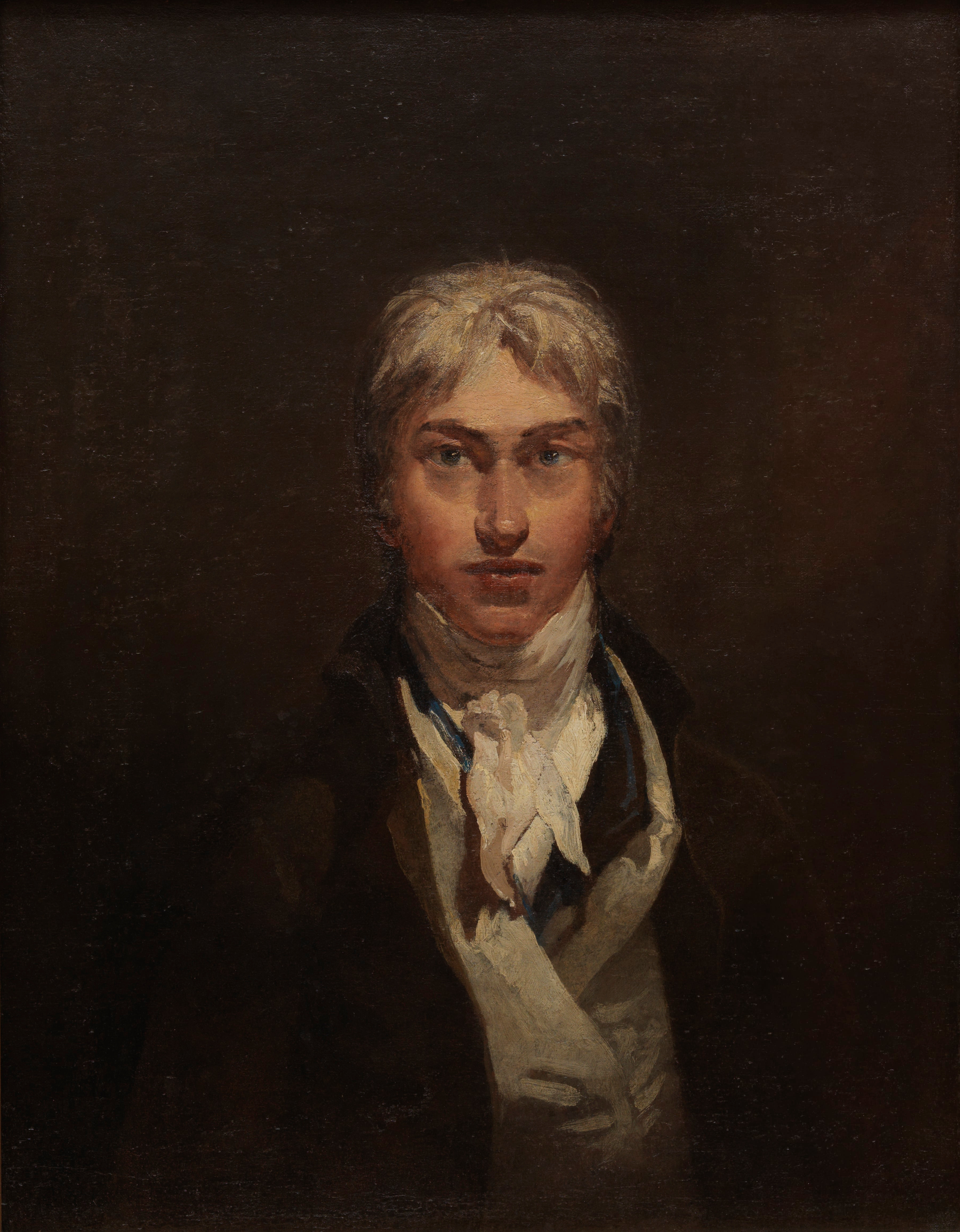
Автопортрет Уильяма Тернера

Интересным явлением английской живописи XVI века стало творчество портретиста Мастера графини Уорик.  
Крупными художниками рубежа XVI и XVII веков были миниатюристы Николас Хиллиард и его ученик Исаак Оливер.
Значение самостоятельного вида искусства живопись приобретает в Англии в XVIII веке, начиная с работ жанриста и карикатуриста Вильяма Хогарта (1697—1764). 

Джошуа Рейнольдс и его ученик Лоуренс, а также главный соперник Фрэнсис Котс, положили начало английской портретной живописи.
Гейнсборо считается отцом английского пейзажа.  

Родоначальниками исторической живописи являются Вэст Кэстлэк и Ромни. 
Представителями прерафэлитского направления являются: Россети, Хант, Милле, Уоттс, Форд Мэдокс Браун и его дочь Люси Мэдокс Браун.  

Заслуживают упоминания Альма-Тадема (исторический жанр), Саломон (портрет), Сеймур Лукас (исторический жанр), Вилли (марина).
Ярким представителем постимпрессионизма в британской живописи был художник Уолтер Сикерт, для многих его произведений характерны шокирующие сюжеты и мрачное безысходное настроение .
Особое место занимает в британской живописи викторианская сказочная живопись, существовавшая как особое направление во второй половине XIX и начале XX века. Её представители — Ричард Дадд (основатель данного художественного течения), Джон Анстер Фицджеральд (крупнейший представитель, прозванный современниками «Король сказочных художников»), Марк Ланселот Симонс.
Среди художников XX века выделяется мастер индустриального пейзажа Лоуренс Стивен Лаури. 

## Кинематограф
Английское кино всегда стояло несколько особняком от остального европейского.
В Великобритании к моменту распространения кинематографа существовала всемирно известная актёрская школа и значительные культурные традиции.

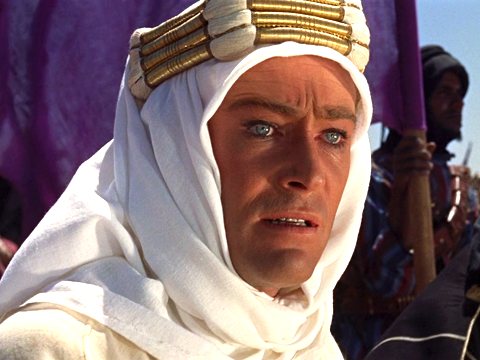
Питер О’Тул

Всемирно известные британские актёры:
- Камбербэтч, Бенедикт
- Аткинсон, Роуэн
- Блум, Орландо
- Бекинсейл, Кейт
- Грант, Хью
- Коннери, Шон
- Крейг, Дэниел
- Лори, Хью
- Лоу, Джуд
- Макгрегор, Юэн
- Малкольм Макдауэлл
- Роджер Мур
- Олдмен, Гэри
- Стейтем, Джейсон
- Хиддлстон, Том
- Устинов, Питер
- Биркин, Джейн
- Бонем Картер, Хелена
- Кира Найтли
- Барнс, Бен
- Моусли, Уильям
- Дайер, Дэнни
- Ферт, Колин
- Том Холланд
- Флоренс Пью

Всемирно известные британские режиссёры:
- Нолан, Кристофер
- Полански, Роман
- Расселл, Кен
- Ричи, Гай
- Устинов, Питер
- Хичкок, Альфред
- Лав, Ник
- Дирден, Бэзил

## Философия
Английская философия имеет длительную многовековую традицию. Считается, что она берет своё начало в эпоху средневековья (Алкуин, Иоанн Скот Эриугена, Ансельм Кентерберийский). Одним из наиболее популярных английских философов в XX веке (особенно в период между двумя мировыми войнами) был Бертран Рассел (1872—1970). Широкую известность получил выдающийся представитель философии истории Арнольд Джозеф Тойнби (1889—1975).
В XIX—XX вв. английская философия была тесно связана с ведущими университетами и ряд философов получил известность благодаря своей преподавательской деятельности. Поэтому главные университеты страны (в Оксфорде, Кембридже, Эдинбурге, Глазго, Манчестере, Ливерпуле, Бристоле и т. п.) являются одновременно и основными философскими центрами.
В настоящее время английская философская мысль сохраняет свою значимость и выступает как одна из ведущих национальных традиций в мировой философии.
Список выдающихся британских философов
- Джереми Бентам — крупнейший теоретик либерализма
- Джордж Беркли — основоложник философского спиритуализма
- Фрэнсис Бэкон — основоположник эмпиризма
- Томас Гоббс — основоположник материализма
- Уильям Годвин — основоположник современного анархизма
- Джон Локк — идеолог европейского просвещения
- Томас Мор — крупнейший теоретик раннего коммунизма
- Адам Смит — основоположник экономической теории
- Герберт Спенсер — основатель органической школы в социологии
- Дэвид Юм — теоретик агностицизма

## Музыка
Музыка на Британских островах, с самых ранних записанных времен до барокко и появления узнаваемой современной классической музыки, была разнообразной и богатой культурой, включая священную и светскую музыку и от популярной до элиты. Каждая из крупнейших стран Англия, Ирландия, Шотландия и Уэльс сохранила уникальные формы музыки и инструментов, но британская музыка сильно повлияла на развитие континента, а британские композиторы внесли важный вклад во многие из основных движений в ранней музыке в Европе, включая полифонию Арс-Новы и заложили некоторые основы более поздней национальной и международной классической музыки. 
Эпоху барокко в британской музыке можно рассматривать как одно из взаимодействий национальных и международных тенденций, иногда поглощающих  континентальную моду и обычаи, а иногда пытающихся, как при создании балладной оперы, создать местные традиции.
Мастер королевской музыки — почётная придворная должность в Великобритании, учреждена в 1625 г. королём Карлом I.
Церковная музыка и религиозная музыка были глубоко затронуты протестантской реформацией, которая затронула Великобританию с XVI века, которая ограничила события, связанные с британской музыкой, и вынудила развить самобытную национальную музыку.

### Народная музыка
Каждая из четырёх стран Соединённого Королевства имеет свою самобытную форму народной музыки. Каждая из них процветала вплоть до эпохи индустриализации, когда появились новые формы популярной музыки, такие как мюзик-холл и британский духовой оркестр. Но в начале второй половины XX века возник и распространился фолк-ривайвл, основанный на народных британских песнях и имеющий ярко выраженную гражданскую направленность.
Английская народная музыка существует с прибытием англов на британские острова в 400-х годах н. э. и включает в себя как традиционную английскую музыку, так и различные жанры на её основе (например, кэрол), и часто перекликается с духовной (англиканской церковной и паралитургической), а позднее — с неакадемической (лёгкой) музыкой. Важной частью английской народной музыки являются морские песни шанти, джига, хорнпайп и танцевальная музыка, которая используется для танцев Моррис.
Ирландская народная музыка: традиционная ирландская танцевальная музыка очень разнообразна: от колыбельных до застольных песен, от медленных инструментальных мелодий до быстрых зажигательных танцев. Благодаря широкой эмиграции ирландцев в США, ирландская музыка стала широко известна в Америке, и оттуда — по всему миру.
Шотландская народная музыка включает в себя много видов песен, включая баллады и плачи, сопровождающиеся волынкой, скрипкой и арфой.
Уэльская народная музыка имеет историю, связанную с кельтской музыкой таких стран, как Ирландия и Шотландия, но у него есть отличительные инструменты и типы песен. Пение является важной частью валлийской национальной самобытности, и страну традиционно называют «страной песни». 
В течение многих лет уэльская народная музыка была подавлена из-за действия Закона о союзе, который продвигал английский язык, и подъёма методистской церкви в XVIII и XIX веках. Церковь не одобряла традиционную музыку и танцы, хотя народные мелодии иногда использовались в гимнах.

### Классическая музыка
Британская камерная и оркестровая музыка черпала вдохновение в континентальной Европе, и она превратилась в современную классическую музыку. 
Английская опера была создана в раннем барочном периоде VII века.
Возможно, самым значительным британским композитором эпохи был Джордж Фридрих Гендель (1685—1759, был натурализованным немцем), который помог объединить британскую и континентальную музыку и определить будущее классической музыки Соединенного Королевства, которое будет официально сформировано в 1801 году.
Среди классических композиторов Великобритании и её предшественников есть такие персоны как Уильям Бёрд, Генри Пёрселл, Эдуард Элгар, Густав Холст, Артур Салливан (наиболее известный по своей работе с либреттистом Уильямом Гильбертом), Ральф Воан-Уильямс и Бенджамин Бриттен, пионер современной британской оперы. 
Великобритания также родина признанного во всем мире Симфонического оркестра Би-би-си.

### Рок-музыка

The Beatles

Великобритания оказала несоизмеримое влияние на развитие музыкальной индустрии второй половины XX и начала XXI веков, в первую очередь за счет огромного количества прославившихся на весь мир английских рок-групп:
- 1960-е: Британский блюз, блюз-рок и, как итог — британское вторжение
- 1970-е: паб-рок, хард-рок, хэви-метал, панк-рок, пост-панк
- 1980-е: Новая волна, Новая волна британского хеви-метала
- 1990-е: шугейзинг, брит-поп

Произведения группы The Beatles проданы числом более миллиарда, они являются одними из самых продаваемых групп в истории музыки, оказавшими огромное влияние на развитие рок-музыки.
Также The Rolling Stones оказали влияние на рок-музыку в целом, вдохновив такие американские команды как Aerosmith, Guns 'N' Roses и других.
Известные представители британской рок-музыки последних 50 лет — 
Queen,
Deep Purple,
Black Sabbath,
The Who,
Клифф Ричард, 
Bee Gees,
Элтон Джон,
Led Zeppelin,
Pink Floyd

— каждый из которых преодолел отметку в 200 миллионов проданных копий.

### Поп-музыка
Великобритания внесла огромный вклад в развитие поп-музыки второй половины 20-го и начала 21-го века.

## Массовая культура

### Субкультуры
Субкультуры, зародившиеся в Великобритании:
- Скинхеды
- Моды
- Рокеры
- Инди
- Футбольные хулиганы
- Готы (субкультура)
- Новая романтика
- Панки
- Тедди-бои
- Рейв
- НС-панки
- Джанглисты
- Grebo

## Кухня

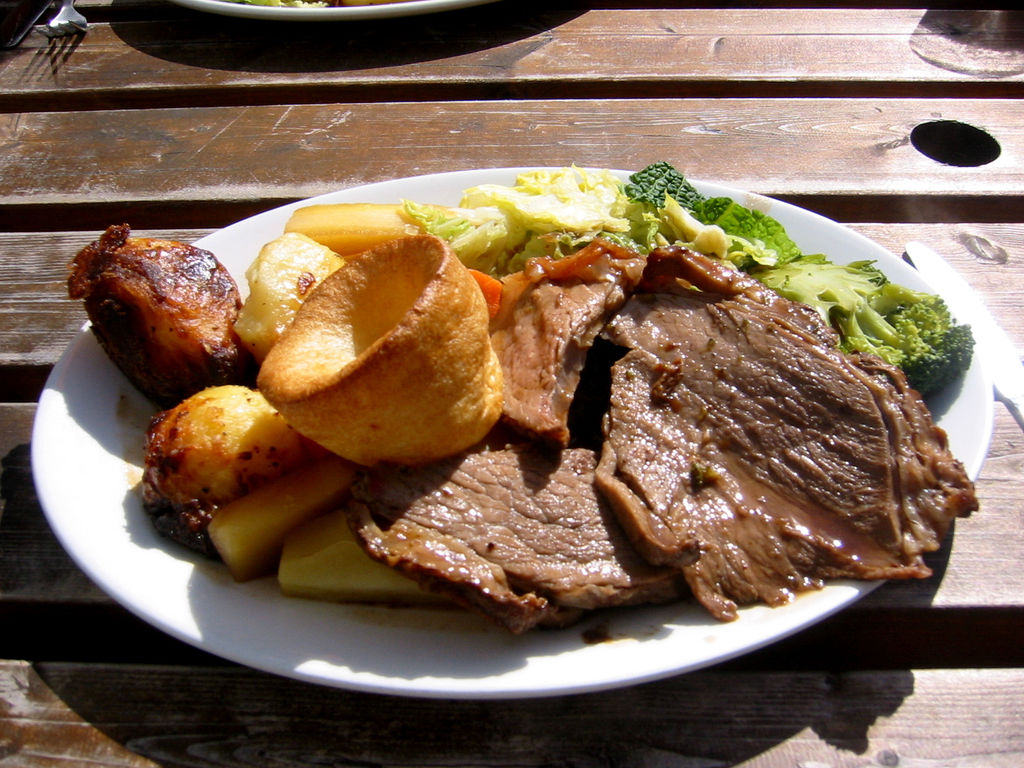
Воскресное жаркое, состоящее из ростбифа, жареного картофеля, овощей и йоркширского пудинга

За британской кухней утвердилась репутация не слишком утонченной, но уделяющей внимание качеству ингредиентов, которые обычно местного производства.
Соусы и приправы традиционной британской кулинарии также сравнительно просты и их используют чтобы подчеркнуть естественный вкус пищи, а не изменить его.
Традиционными британскими блюдами являются рыба-и-чипсы (Fish and Chips), картофельная запеканка с мясом и пюре.
В эпоху расцвета Великобритании как колониальной державы, британская кухня подверглась сильному влиянию кулинарии «заморских» стран, в первую очередь Индии. Так например англо-индийское блюдо из курицы — tikka masala — считается настоящим британским «национальным блюдом».
За британской кухней утвердилась стигма «лишенной воображения и тяжелой», она получила международное признание только в качестве полноценного завтрака и традиционного Рождественского обеда. Такая репутация особенно укрепилась в периоды Первой и Второй мировой войн, когда в Великобритании правительство вводило рационирование продовольствия.

## Выставки
Великобритании государственный контроль над выставочной деятельностью по сравнению, например, с Германией не столь сильный. В этой стране практически не существует нормативного регулирования торговых выставок. Здесь много частных выставочных центров. Государство владеет лишь главной выставочной структурой — Национальным выставочным центром в Бирмингеме.
Великая выставка промышленных работ всех народов (англ. The Great Exhibition of the Works of Industry of All Nations), проходившая в лондонском Гайд-парке с 1 мая по 15 октября 1851 года, стала вехой в истории промышленной революции. Из-за участия многих стран вскоре её прозвали всемирной. На этой первой мировой выставке были представлены промышленные товары и различные изделия ремесла, машины, производственные методы, а также полезные ископаемые и работы изобразительного искусства.
Crufts («Крафт», «Крафтс») — кинологическое мероприятие, которое ежегодно проходит в Национальном выставочном центре Бирмингема в течение четырёх дней в начале марта. Организатором мероприятия выступает английский «Кеннел-клуб». В выставке и соревнованиях ежегодно участвуют около 25 тысяч собак и 150 тысяч зрителей. Члены британской королевской семьи патронируют «Крафт» со дня его основания.

## Спорт
Список видов спорта, возникших в Великобритании
- Футбол
- Бокс
- Теннис
- Гольф
- Поло
- Водное поло
- Скачки
- Регби
- Академическая гребля
- Бадминтон
- Крокет
- Сквош
- Снукер
- Крикет
- Кёрлинг
- Боулинг
- Дартс
- Настольный теннис
- Бридж (карточная игра)

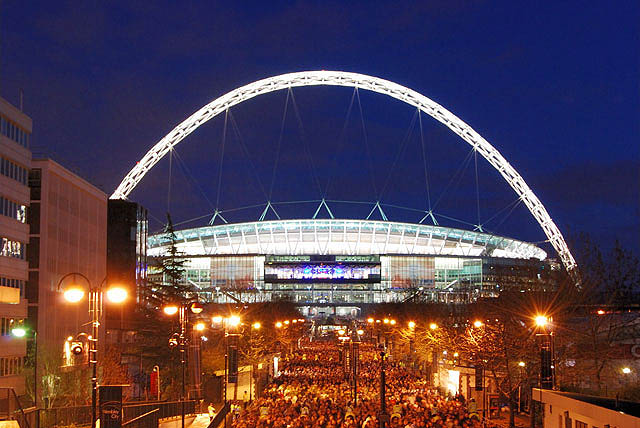
Лондонский стадион «Уэмбли», один из самых дорогих когда-либо построенных стадионов мира.

Многие популярные виды спорта, среди которых футбол, регбилиг, регби-15, академическая гребля, бокс, бадминтон, крикет, теннис, дартс и гольф, появились и были развиты именно в Великобритании и странах ей предшествовавших. В большинстве соревнований отдельные команды выступают за Англию, Шотландию, Уэльс и Северную Ирландию, в том числе и на Играх Содружества. Однако бывают и случаи, когда единая команда выступает за Великобританию, в том числе Олимпийские игры, где представлена единой сборной. Лондон был местом проведения Олимпийских игр в 1908 и 1948 годах, а в 2012 году стал первым городом, принимавшим Олимпийские игры трижды.
Каждая часть страны имеет свою футбольную ассоциацию, национальную команду и свою систему чемпионата, хотя некоторые клубы по различным историческим и логистическим причинам играют не в тех ассоциациях, к которым должны принадлежать по территориальному признаку (например Суонси Сити, Кардифф Сити ). Сборные Англии, Шотландии, Уэльса и Северной Ирландии соревнуются на международной арене как отдельные команды, из-за чего Великобритания не участвовала в футбольных соревнованиях Олимпийских игр вплоть до Олимпийских игр 2012 года в Лондоне.
В связи с победой заявки на проведение Игр в 2012 году, появились предложения по возрождению единой сборной для участия в них, однако футбольные ассоциации Шотландии, Уэльса и Ирландии отказались участвовать в этом проекте, опасаясь, что это пошатнет их независимый статус. Сборная Англии является самой успешной сборной, выиграв чемпионат мира на родной земле в 1966 году, хотя исторически сложилось близкое соперничество Англии и Шотландии.

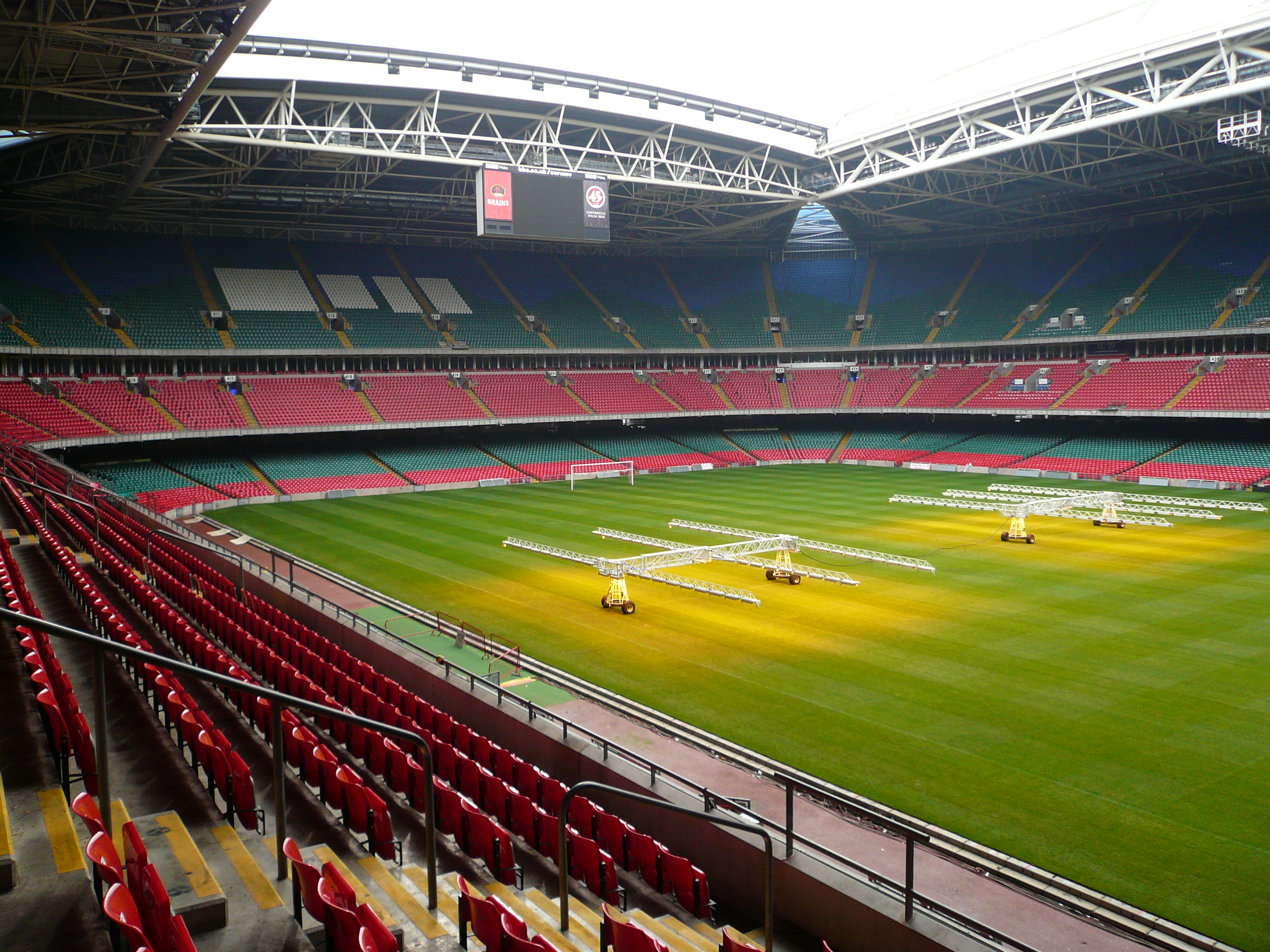
Стадион Миллениум в Кардиффе, открытый к чемпионату мира по регби 1999 года.

Крикет был придуман в Англии и очень популярен на территории всей страны и бывших колоний. Уэльс не имеет своей сборной и выступает совместно с Англией, также как и представители Шотландии и Ирландии, сборные по крикету которых стали развиваться лишь недавно. Регбилиг популярен в некоторых районах Великобритании. Он появился в Хаддерсфилд и в него в основном играют в Северной Англии. Единая сборная «Британские Львы» раньше выступала в кубке мира и тестовых матчах, однако с 2008 года Англия, Шотландия и Ирландия соревнуются как отдельные страны. В регби-15 сборные Англии, Шотландии, Уэльса и Ирландии сами по себе очень сильны. Кубок шести наций, разыгрываемый между вышеназванными сборными, а также Италией и Францией считается неофициальным чемпионатом Европы.

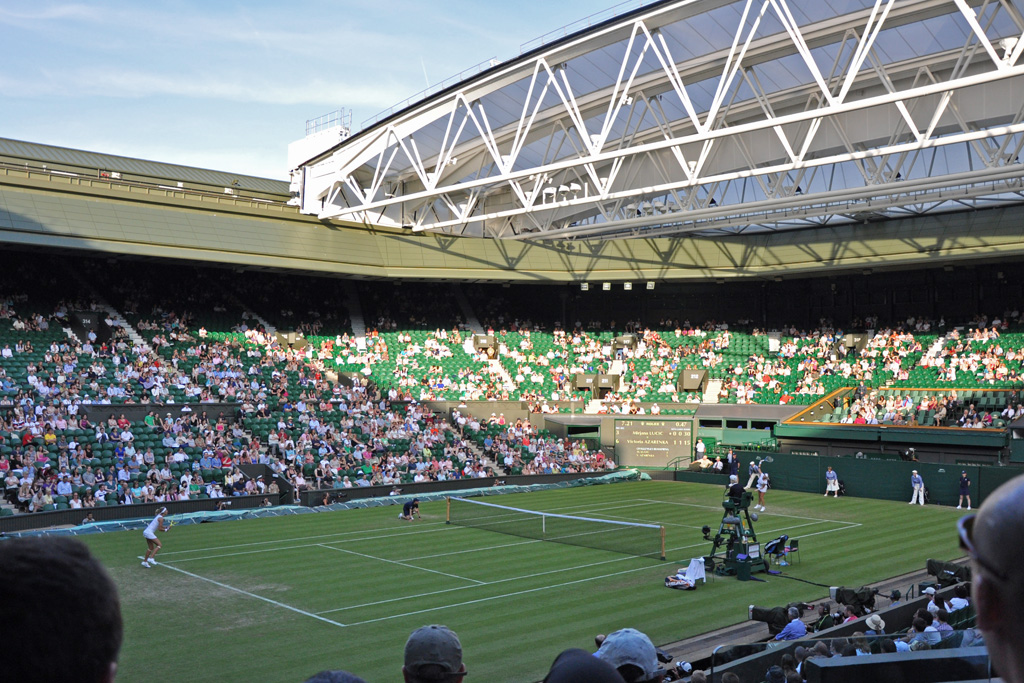
Уимблдонский турнир, один из турниров Большого шлема проводится в Уимблдоне (Лондон), каждый июнь или июль

Игра в теннис появилась в городе Бирмингем где-то между 1859 и 1865 годами. Уимблдонский турнир — это международный турнир, проводимый в Уимблдоне на юге Лондона каждое лето, и считается одним из самых престижных турниров в мире. 

Снукер пользуется большой популярностью в Великобритании, а ежегодный чемпионат мира проводится в Шеффилде.
В Северной Ирландии также популярны такие командные виды спорта, как Гэльский футбол и Хёрлинг, на матчи в которых собирается много зрителей. Игра Шинти популярна в Шотландском высокогорье.
Великобритания также представлена в автоспорте. Многие команды и пилоты Формулы-1 базируются именно здесь, а британские пилоты выиграли больше титулов, чем представители любой другой страны. В Великобритании прошёл и самый первый зачётный Гран-при чемпионатов мира в 1950 году на трассе Сильверстоун, где сейчас практически ежегодно проходит Гран-при Великобритании. В стране также проходят этапы чемпионата мира по ралли.
За все время Олимпийских игр сборная Великобритании завоевала больше всего медалей в парусном спорте.

## СМИ

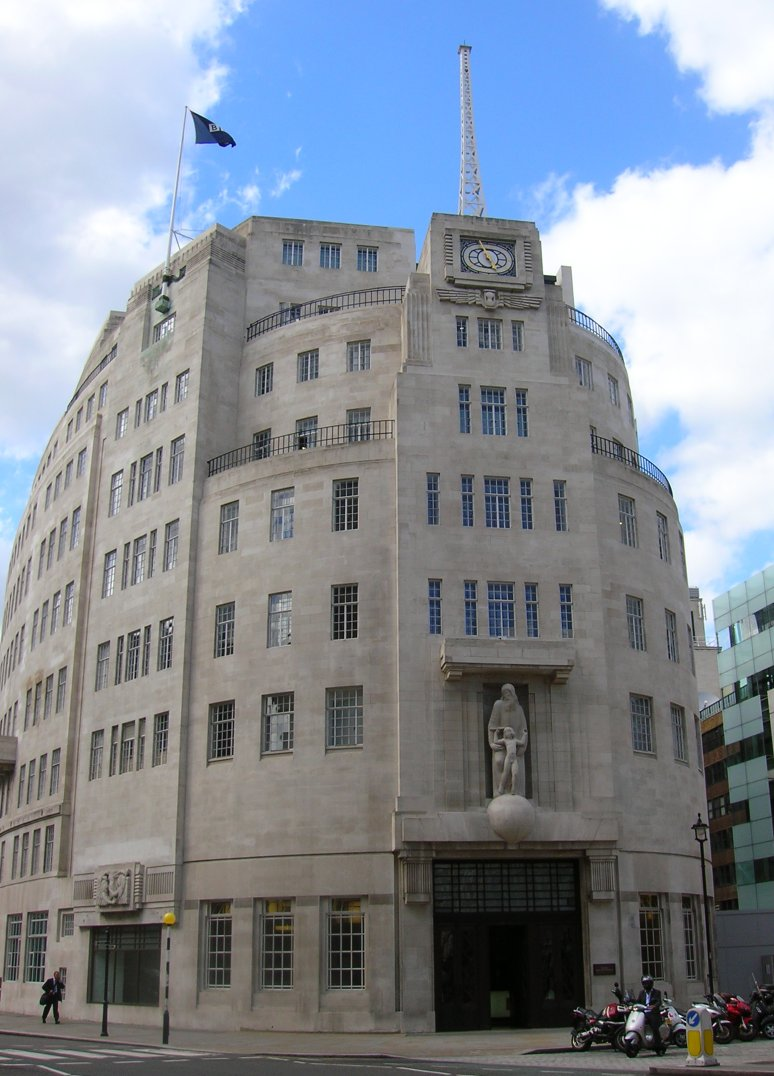
Дом Телерадиовещания (Broadcasting House) в Лондоне, штаб-квартира BBC

Газеты Times, Guardian, Independent, Daily Telegraph, Observer, Financial Times выпускаются огромным тиражом по всему миру, всемирно известны и весьма авторитетны, в своих областях. Таблоиды Sun, Daily Mirror, Daily Express, The People.
Общественное телерадиовещание представлено вещателем BBC: 2 телеканала (BBC One, BBC Two) и 4 радиостанции (BBC Radio 1, BBC Radio 2, BBC Radio 3, BBC Radio 4).
Коммерческое телерадиовещание представлено вещателями: ITV, Channel 4, Channel 5.
BSkyB — крупнейшая британская спутниковая вещательная корпорация.
Лондон доминирует в секторе СМИ Великобритании: общегосударственные газеты, телеканалы и радио в основном базируются именно там, хотя Манчестер также является важным медиацентром. Эдинбург, Глазго и Кардифф являются важными центрами для газет и вещательных каналов Шотландии и Уэльса.